# Yang Haoran
Yang Haoran (chinesisch 杨浩然, Pinyin Yáng Hàorán; * 22. Februar 1996 in Chengde) ist ein chinesischer Sportschütze.

## Erfolge
Yang Haoran erzielte seinen ersten größeren internationalen Erfolg bei den Asienmeisterschaften 2013 mit dem Titelgewinn in Teheran im Luftgewehrschießen über 10 Meter. Er nahm 2014 an den Olympischen Jugend-Sommerspielen in Nanjing teil, bei denen er mit dem Luftgewehr ebenfalls die Goldmedaille gewann. Im selben Jahr belegte er in dieser Disziplin auch bei den Asienspielen in Incheon und bei den Weltmeisterschaften in Granada den ersten Platz. 2015 gewann er bei der Universiade in Gwangju fünf Medaillen, darunter drei Goldmedaillen und je eine Silber- und Bronzemedaille.
Bei den Olympischen Spielen 2016 in Rio de Janeiro verpasste Yang mit dem Luftgewehr mit 620,5 Punkten als 31. die Finalqualifikation deutlich. Zwei Jahre später wurde er in Doha zum zweiten Mal mit dem Luftgewehr Asienmeister, gewann bei den Asienspielen in Jakarta mit dem Luftgewehr im Einzel Gold sowie im Mixed Silber und wurde in diesen beiden Disziplinen in Changwon Weltmeister. Außerdem schloss er bei den Weltmeisterschaften den Mannschaftswettbewerb im Dreistellungskampf auf dem zweiten Rang ab.
Seine zweite Olympiateilnahme erfolgte anlässlich der 2021 ausgetragenen Olympischen Spielen in Tokio. Er qualifizierte sich mit dem Olympiarekord von 632,7 Punkten für das Finale, in dem er 229,4 Punkte erzielte. Mit dieser Punktzahl platzierte er sich hinter William Shaner aus den Vereinigten Staaten und seinem Landsmann Sheng Lihao auf dem dritten Rang und erhielt die Bronzemedaille. Er trat außerdem mit Yang Qian in der Mixedkonkurrenz an und gewann mit ihr sämtliche Qualifikationsrunden. Im Finalduell gegen die US-Amerikaner Mary Tucker und Lucas Kozeniesky setzten sie sich schließlich mit 17:13 durch, womit Yang Haoran und Yang Qian die Goldmedaille gewannen und Olympiasieger wurden. Bei den Weltmeisterschaften 2023 in Baku gewann er mit dem Luftgewehr im Einzel die Silber- und mit der Mannschaft die Goldmedaille.